# Kugelherrenhaus

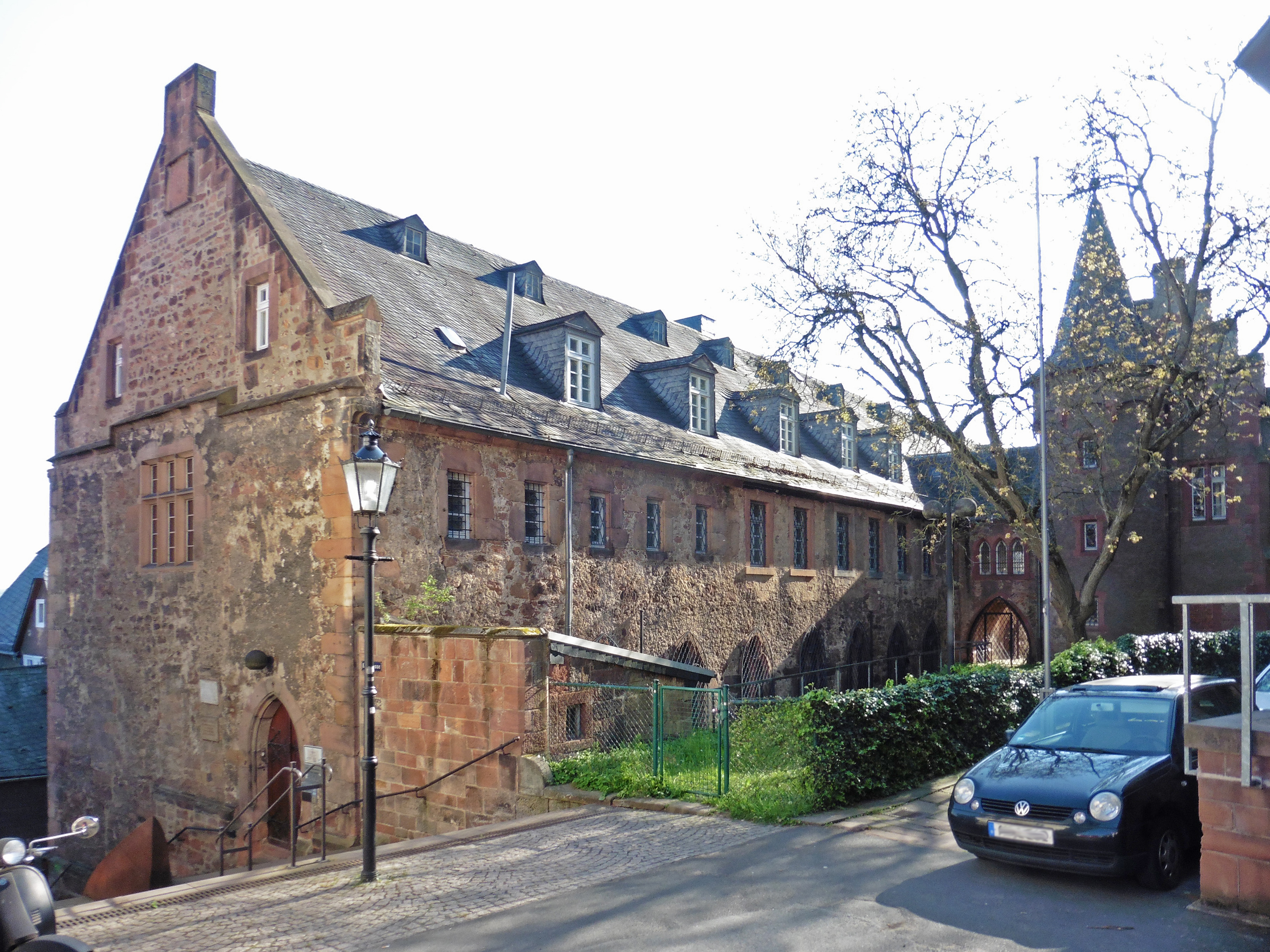
Das Kugelherrenhaus

Das Kugelherrenhaus (auch Kugelhaus) in der Kugelgasse 10 in Marburg wurde 1491 als Fraterhaus für die Kugelherren erbaut. Das Gebäude war Teil einer Klosteranlage und war bis 2024 im Besitz der Philipps-Universität Marburg.

## Geschichte
Ursprünglich wurde das Kugelherrenhaus als Wohngebäude für die Brüder vom Gemeinsamen Leben, auch bekannt als Kugelherren, errichtet. Nach der Reformation fiel das Gebäude in den Besitz der Universität Marburg und wurde für verschiedene Zwecke genutzt. Zu Beginn des 19. Jahrhunderts diente es unter anderem als Sitz der Stipendiatenanstalt und später dem Pharmazeutisch-Chemischen Labor (ab 1855). Von 1866 bis 1893 war es Sitz des Justizamtes und des Amtsgerichts Marburg.
1879 wurde ein Seitenflügel mit Treppenturm angebaut, der als Untersuchungsgefängnis diente. Ab 1923 beherbergte das Kugelhaus das Psychologische Institut der Universität. In den Jahren 1970 bis 1972 wurde es für das Institut für Völkerkunde umgebaut. Dabei wurde auch die zwischen dem Gebäude und der Kugelkirche errichtete Mauer entfernt, was den Eindruck einer mittelalterlichen Klosteranlage wiederherstellte.
Bis vor einigen Jahren diente das Kugelherrenhaus als Institutsgebäude und beherbergte unter anderem die Motologie. Seit 2024 ist das Gebäude nicht mehr im Besitz der Universität.

## Architektur
Das Kugelherrenhaus wurde als schlichtes gotisches Gebäude aus Werkstein errichtet und ist typisch für ein spätmittelalterliches Fraterhaus. Der Bau bildet zusammen mit der benachbarten Johannes-Kirche einen Hof. Der Gebäudekörper ist langgestreckt und relativ unauffällig, was der Funktion als Klostergebäude entspricht.

## Denkmalschutz
Das Kugelherrenhaus ist aufgrund seiner historischen Bedeutung und seiner Rolle in der Stadtgeschichte als Kulturdenkmal eingestuft. Es stellt ein bedeutendes Beispiel für spätmittelalterlichen Klosterbau dar.